# Carrión de los Condes
Carrión de los Condes település Spanyolországban, Palencia tartományban. Carrión de los Condes Villamuera de la Cueza, Calzada de los Molinos, Bustillo del Páramo de Carrión, Villaturde, Nogal de las Huertas, Valde-Ucieza, San Mamés de Campos, Villalcázar de Sirga és Villoldo községekkel határos. Lakosainak száma 1999 fő (2024).

## Népesség
A település népessége az elmúlt években az alábbi módon változott:
| Lakosok száma | 2425 | 2334 | 2312 | 2302 | 2231 | 2198 | 2118 | 2069 | 2005 | 1999 |
|               | 2001 | 2004 | 2007 | 2009 | 2012 | 2014 | 2017 | 2019 | 2022 | 2024 |